# Kremsmünsterer Stiftshaus

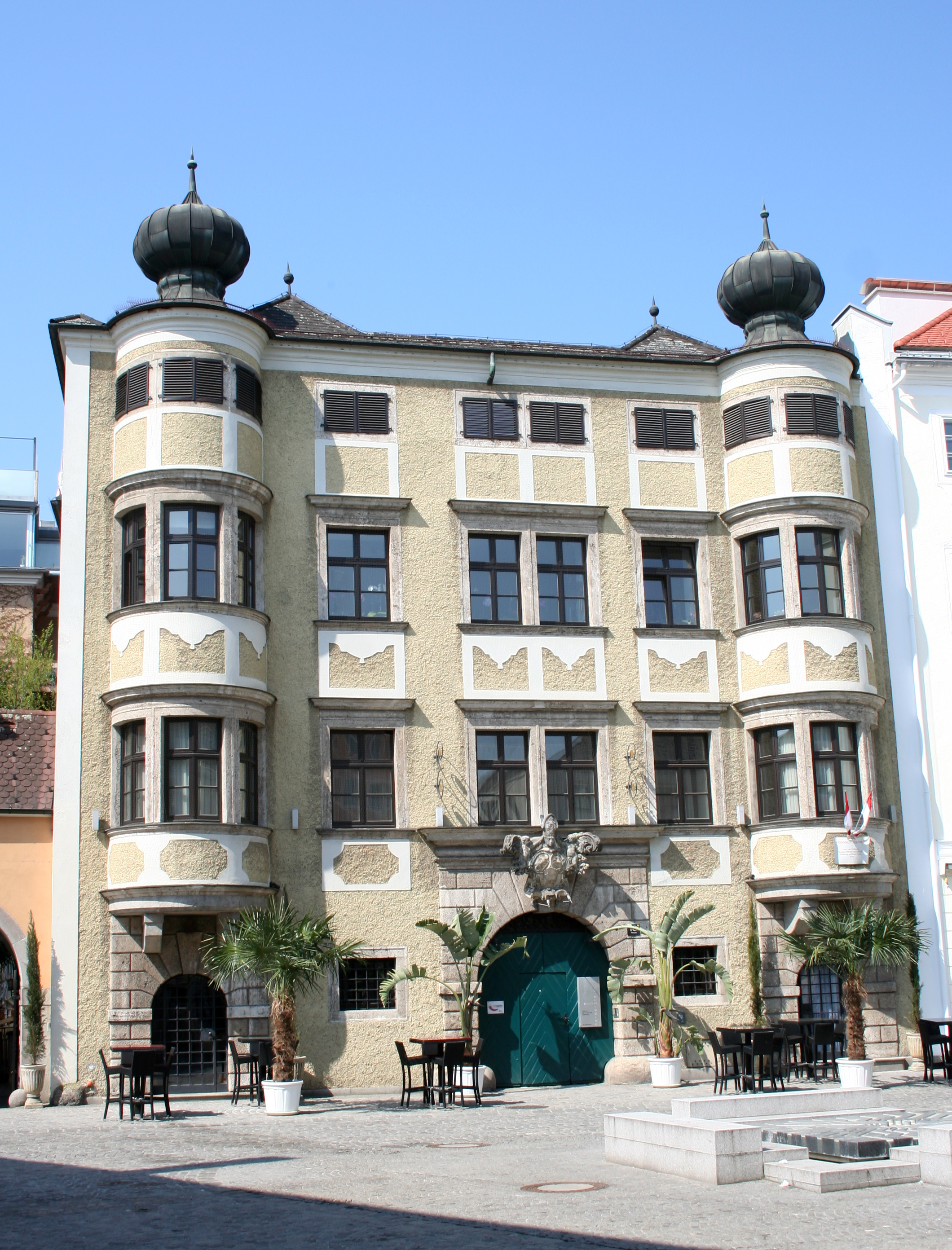
Kremsmünsterer Stiftshaus

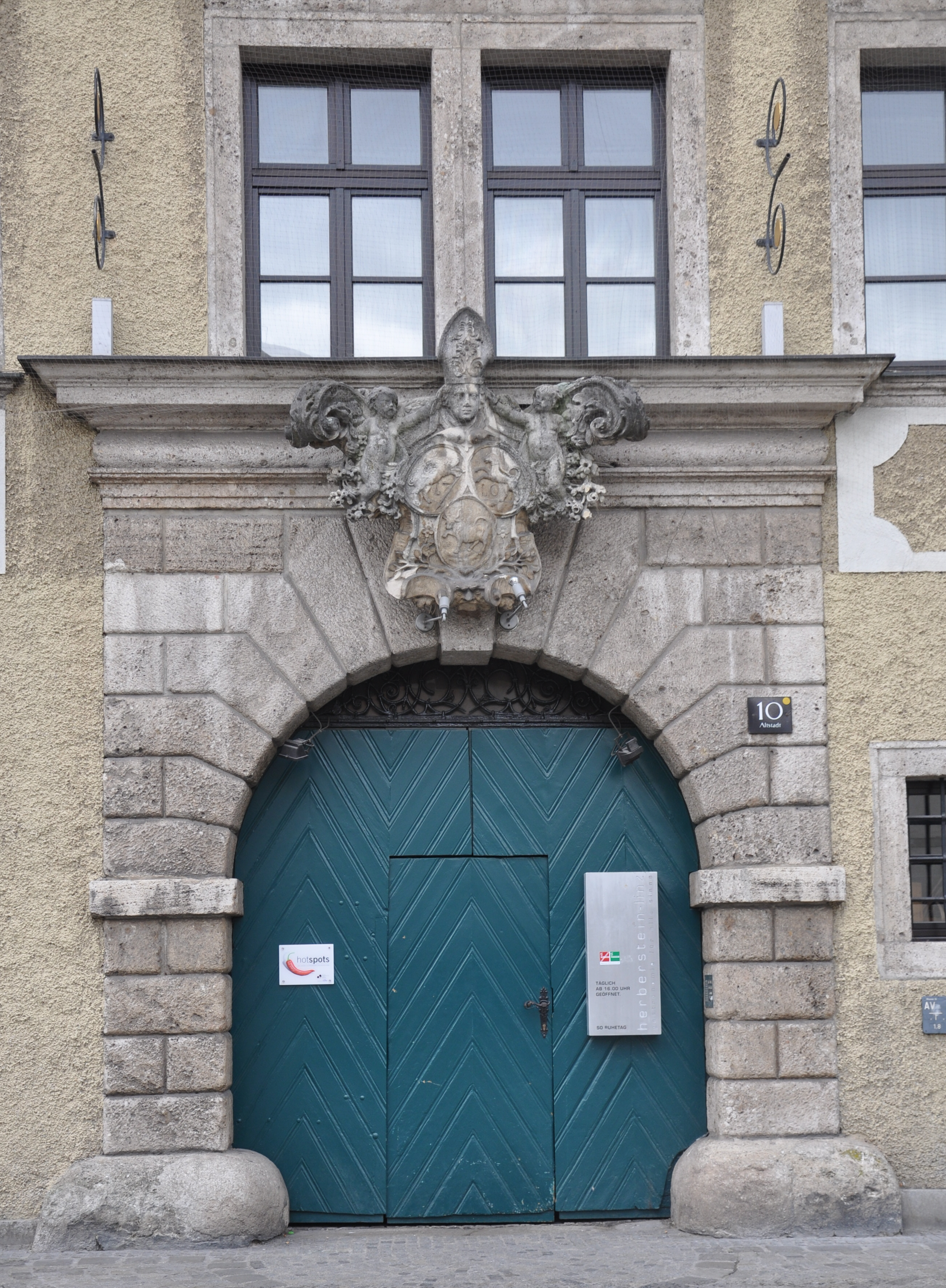
Renaissance-Rustikaportal

Das Kremsmünsterer Stiftshaus als ehemaliges Stadthaus vom Stift Kremsmünster in der Linzer Altstadt gehört heute der Stadt Linz.

## Geschichte
Das in der Altstadt gelegene Haus war bis 1493 im Besitz von Kaiser Friedrich III. Von 1493 bis 1507 gehörte es Bernhard von Scherffenberg, welcher es dem Stift Kremsmünster verkaufte. Das Stift errichtete von 1579 bis 1580 nach den Plänen von Christoph Canevale einen Neubau, wobei ältere Gebäudeteile erhalten wurden. Von 1585 bis 1586 wurden mit Christoph Marthina umgebaut. Von 1615 bis 1616 erfolgte ein weiterer Umbau durch Marx Martin Spaz mit einer Aufstockung und dem Zubau der Runderker. Der nördliche Hofflügel wurde vermutlich 1689 angebaut. Die Fassade wurde 1710 von Franz Michael Pruckmayr erneuert. Der südliche Hofflügel wurde im 18. Jahrhundert ergänzt. Beim Stadtbrand am 15. August 1800 wurde das Haus stark beschädigt und unter dem Abt Wolfgang Leuthner ab 1803 wieder aufgebaut. Das Gebäude ist seit 1979 im Eigentum der Stadt Linz.

## Stiftshaus
Der mächtige repräsentative Renaissancebau mit einer symmetrischen fünfachsigen Hauptfront mit zwei seitlichen bis zum Dach durchgehenden zwiebelgekrönten Runderkern in der Altstadt erstreckt sich mit einem schmalen langen Innenhof mit einem nördlichen und südlichen Seitentrakt zu einem südlich eingezogenen vierachsigen Hinterhaus am Tummelplatz. Das mächtige rundbogige Renaissance-Rustikaportal an der Hauptfront um 1580 mit verkröpftem Verdachungsgesims zeigt ein monumentales Kremsmünsterer Stiftswappen aus 1710. Das Haupthaus hat einen tonnengewölbten Mittelflur in der Breite des Hofes und eine dreiläufige Treppe mit kreuzgratgewölbten Podesten. Die Räume sind teils tonnengewölbt, teils mit Stichkappen, und kreuzgratgewölbt. Im Flur und in den Erdgeschoßräumen sind runde und eckige Stuckrahmenfelder. In einer rundbogigen Wandnische im Treppenhaus ist eine Figur des heiligen Johannes von Nepomuk aus der Mitte des 18. Jahrhunderts. Es gibt barocke Gittertüren. Die Böden sind teils mit Kelheimer Platten ausgelegt. Bemerkenswert ist im Obergeschoß eine Renaissance-Riemlingdecke mit Rüstbaum mit Taustab- und Kerbschnittdekor aus der zweiten Hälfte des 16. Jahrhunderts, welche aus dem ehemaligen Schloss Hagen in den 1980er Jahren hierher übertragen wurde. Im Hofflügel wurde im zweiten Obergeschoß vermutlich im 18. Jahrhundert eine Kapelle als quadratischer Raum mit einem Klostergewölbe eingerichtet. Seit 1986 ist in der Kapelle ein Gedenkraum an Kaiser Friedrich III. eingerichtet.